# Borefts
Het Borefts Bier Festival is een jaarlijks bierfestival in Bodegraven, Nederland, georganiseerd door Brouwerij De Molen. Het vindt plaats op en rond het terrein van de brouwerij, inclusief het Brouwcafé De Molen in de historische molen De Arkduif. De naam 'Borefts' verwijst naar de lokale uitspraak van Bodegraven, ‘Borreft’. 

## Opzet
Het festival biedt een platform voor nationale en internationale brouwerijen, met meer dan 200 bieren, waaronder exclusieve bieren die speciaal voor het festival worden gebrouwen. Bezoekers kunnen vragen stellen aan brouwers over hun merk en bieren.
Het evenement trekt bierliefhebbers wereldwijd en fungeert als ontmoetingsplek voor innovatie binnen de brouwwereld. Het festival is door de jaren heen gegroeid en heeft internationale aantrekkingskracht gekregen.

### Brewers Challenge
De "Brewers Challenge" is een onderdeel van het Borefts Bier Festival, waarbij brouwerijen worden uitgedaagd om bieren te creëren volgens een jaarlijks wisselend thema. In 2017 was het thema 'Flower Power', waarbij brouwers bieren met bloemen moesten maken. Andere thema's omvatten lokale ingrediënten en braggot. Tijdens de tiende editie in 2018 ontvingen de deelnemende brouwerijen een recept met negen ingrediënten en mochten zij een tiende ingrediënt naar keuze toevoegen. Voor de editie van 2024 is het thema 'Back & Future'. Brouwerijen worden uitgedaagd om een eerder gebrouwen bier te vernieuwen met een moderne twist.

## Geschiedenis
Het festival werd voor het eerst georganiseerd op 30 oktober 2009. als een eendaags evenement, met als doel het promoten van speciaalbieren. Sinds de oprichting heeft het festival elk jaar plaatsgevonden, met uitzondering van 2020 en 2021, toen het evenement werd geannuleerd als gevolg van de COVID-19-pandemie. In de jaren na de eerste editie werd het festival uitgebreid naar een evenement van twee dagen om te voorzien in de groeiende populariteit en het toenemende aantal deelnemers.

Het eerste festival in 2009 trok ongeveer 400 bezoekers, maar sindsdien is het evenement uitgegroeid tot een van de grootste bierfestivals in Nederland. In 2023 verwelkomde het festival ongeveer 7.000 bezoekers uit circa 35 landen. In 2025 zal de laatste editie van het festival plaatsvinden, vanwege de sluiting van Brouwerij De Molen.